# ورخنیه تاشلی
ورخنیه تاشلی (انگلیسی: Verkhniye Tashly) یک شهرک در شهرستان شارانسکی استان باشقیرستان کشور روسیه است.